# Phaeosphaeria japonica
Phaeosphaeria japonica är en svampart som beskrevs av Naito 1952. Phaeosphaeria japonica ingår i släktet Phaeosphaeria och familjen Phaeosphaeriaceae.   Inga underarter finns listade i Catalogue of Life.